# Kyaw Ko Ko
Kyaw Ko Ko (birmano: ကျော်ကိုကို; Amarapura, 20 dicembre 1992) è un calciatore birmano, attaccante svincolato.